# Sihlea
Sihlea es una comuna ubicada en el distrito de Vrancea, Rumania.

## Superficie
Posee una superficie de 91,37 kilómetros cuadrados.

## Demografía
Hasta 2021 la población era de 4989 habitantes, con una densidad de población de 54,60 habitantes por kilómetro cuadrado.